# 小田切昌行
小田切 昌行（おだぎり まさゆき）は、江戸時代中期の武士。徳川氏家臣。

## 経歴・人物
元文5年12月11日（1741年1月27日）徳川吉宗に拝謁する。のち宝暦4年閏2月3日（1754年3月26日）家督を継ぐ。